# Wojska radiotechniczne

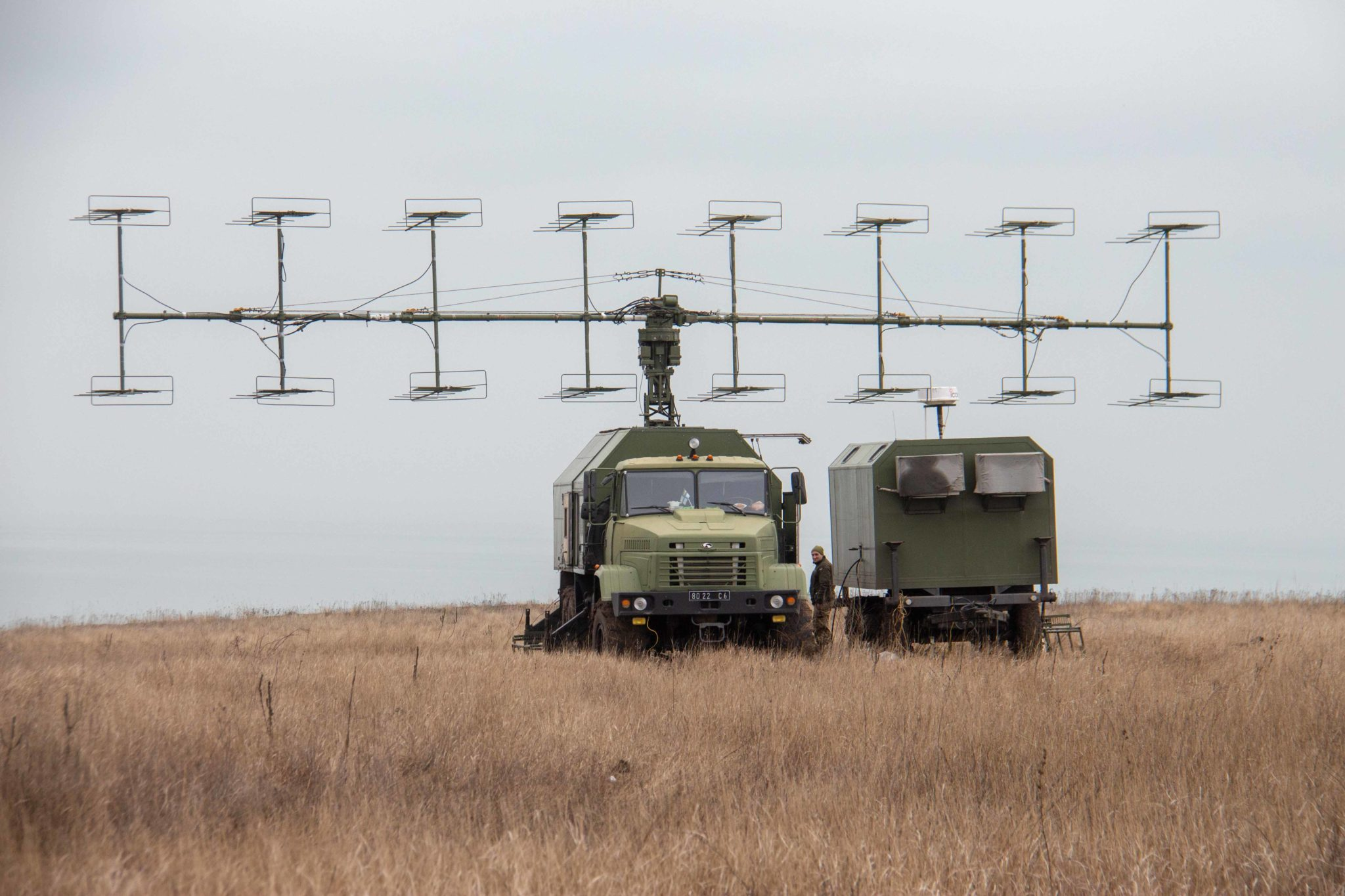
Żołnierze wojsk radiotechnicznych z radarem P-18

Wojska radiotechniczne – rodzaj wojsk przeznaczony do prowadzenia rozpoznania radiolokacyjnego i powiadamiania o środkach napadu powietrznego nieprzyjaciela oraz zabezpieczania działań bojowych wojsk rakietowych, artylerii przeciwlotniczej, lotnictwa myśliwskiego, oddziałów przeciwdziałania radioelektronicznego.

## Charakterystyka
Rozwój tego rodzaju wojsk nastąpił w czasie II wojny światowej i w latach powojennych. Współczesne wojska radiotechniczne wykrywają oraz śledzą pilotowane i bezpilotowe środki napadu powietrznego, których powierzchnia skutecznego odbijania fal elektromagnetycznych jest bardzo mała, zdolne są do obserwowania dużej liczby działających jednocześnie obiektów powietrznych, wykonujących lot od wysokości bardzo małych do stratosferycznych.
Wyposażone są w  sprzęt radiolokacyjny oraz sprzężone z nim urządzenia zabezpieczające zautomatyzowany proces dowodzenia. Zorganizowany system wykrywania, rozpoznania i przetwarzania informacji pozwała zobrazować sytuację powietrzna w danym rejonie oraz na dalekich podejściach. Umożliwia automatyczne naprowadzanie samolotów myśliwskich i rakiet przeciwlotniczych na obiekty powietrzne.

## W Polsce
W Wojsku Polskim wojska radiotechniczne jako rodzaj wojsk w Wojskach Obrony Powietrznej Kraju ukształtowały się w latach pięćdziesiątych.
15 października obchodzone jest Święto Wojsk Radiotechnicznych.

### Wojska radiotechniczne Sił Powietrznych
Począwszy od lat 90. XX w. polskie wojska radiotechniczne przeszły gruntowną reorganizację. Rozformowano między innymi 1. i 2 Brygadę Radiotechniczną oraz dziewięć batalionów radiotechnicznych i dwadzieścia cztery kompanie radiotechniczne. Od 2009 Wojska Radiotechniczne SP składają się z jednej brygady w składzie czterech batalionów radiotechnicznych. Bataliony radiotechniczne posiadają w swojej strukturze organizacyjnej kompanie radiotechniczne i posterunki radiolokacyjne, w tym dalekiego zasięgu typu BACKBONE. Pododdziały radiotechniczne, na bazie których rozwinięte są posterunki radiolokacyjne, pracujące w narodowym systemie obrony powietrznej, tworzą ugrupowanie bojowe wojsk radiotechnicznych. W strukturze niektórych kompanii radiotechnicznych znajdują się stacje radiolokacyjne typu AVIA, przeznaczone do radiolokacyjnej kontroli rejonu lotnisk.
Polskie wojska radiotechniczne eksploatują między innymi urządzenia typu NUR-12M oraz RAT-31DL oraz mobilne stacje radiolokacyjne średniego zasięgu typu NUR-15, a także starsze urządzenia wprowadzane do eksploatacji w latach 90. tj. przewoźne stacje radiolokacyjne NUR-12, odległościomierze radiolokacyjne  NUR-31MK oraz mobilne wysokościomierze radiolokacyjne NUR-41. Najstarszą grupę stacji radiolokacyjnych, eksploatowanych od początku lat 80., stanowią stacje kontroli rejonu lotniska AVIA W oraz mobilne stacje radiolokacyjne typu NUR-31 i NUR-31M. Na wyposażeniu WRt  znajdują się też  obiekty systemu „Dunaj”,  a  posterunki radiolokacyjne wyposażone są w obiekt ZPR-10S. Obiekt ten może śledzić do 120 tras obiektów powietrznych w obszarze 300 x 300 km, w którym wytwarzany jest lokalny obraz sytuacji powietrznej. COP-DKP wyposażone jest w system DUNAJ II.

### Współczesne jednostki
| Logo | Nazwa jednostki                         | Miejsce    |
| ---- | --------------------------------------- | ---------- |
|      | 3 Wrocławska Brygada Radiotechniczna    | Wrocław    |
|      | 3 Sandomierski batalion radiotechniczny | Sandomierz |
|      | 8 Szczycieński batalion radiotechniczny | Lipowiec   |
|      | 31 Dolnośląski batalion radiotechniczny | Wrocław    |
|      | 34 Chojnicki batalion radiotechniczny   | Chojnice   |